# Arthur Meighen
Arthur Meighen PC KC (Perth South, 16 de junho de 1874 – Toronto, 5 de agosto de 1960) foi um advogado e político canadense que serviu como Primeiro-ministro do Canadá em duas ocasiões diferentes, primeiro de 1920 até 1921 e depois entre maio e setembro de 1926.

## Vida
Arthur nasceu em Anderson e estudou na Universidade de Toronto, onde recebeu um bacharelado em matemática em 1896. Em 1904, ele casou-se com Isabel J. Cox. O casal teve três filhos.
Arthur Meighen praticou várias profissões, como professor, empresário e advogado, antes de envolver-se em políticas, ao entrar no Partido Conservador do Canadá. Em 1908, Meighen foi eleito para a Câmara dos Comuns, tendo sido reeleito em 1911 e 1913.
Meighen tornou-se líder do Partido Conservador e primeiro-ministro do Canada em 7 de julho de 1920, com a aposentadoria de Robert Borden. Competiu nas eleições de 1921, perdendo para o Partido Liberal e William Lyon Mackenzie King.
Em 1926, Mackenzie King pediu ao Governador Geral do Canadá, Lord Byng, que dissolvesse o parlamento. Byng recusou-se a atender o pedido de King, e este renunciou. Arthur Meighen seria mais uma vez primeiro-ministro, por um curto período de tempo, antes de ser derrotado na Câmara dos Comuns, por um voto de no-confidence. Byng, somente então, dissolveu o parlamento e autorizou novas eleições, que foram vencidas pelo Partido Liberal. Arthur Meighen decidiu renunciar ao cargo de líder do Partido Conservador ainda no mesmo ano.
Meighen seria mais uma vez líder do Partido Conservador, em 1941 e em 1942, antes de sair definitivamente da política. Meighen morreu em Toronto, em 5 de agosto de 1960.